# 日韓貿易戰
日韓貿易戰（日语：／，韩语：／）指的是2019年7月起日本國與大韓民國之間在出口管制方面的一系列爭端。

## 背景
根據日本政府向日本媒體透漏的消息，本次貿易戰爭議源自於日本對去年以來韓國提出徵用工訴訟的爭執引起。「徵用工訴訟」指的是韓國自1952年起日韓關係推動正常化期間，要求日本為第二次世界大戰期間其在朝鮮殖民地強徵的1,032,684名勞工做出賠償，金額為3.64億美金。經過長達13年的多次談判後，雙方商定日本提供3億美金無償援助、2億美金有償援助和3億美金商業貸款，以此條例一次解決受害者的索賠問題，而韓國政府方面則放棄索賠權，雙方也因此於1965年簽署《日韓請求權協定》。
然而2012年，大韓民國大法院首次裁定「個人索賠權並未消失」，因為《日韓請求權協定》中具有疏漏，內容沒有涉及對二戰被日本征用的勞工進行精神損失賠償的問題，因此有些案子應該再次提審。2018年10月30日，韓國最高法院判決日本必須為被強制勞動的徵用工個人做出賠償，並因此向新日鐵住金、三菱重工等曾實施徵用工制度的企業求償，同時，由訴訟律師團向法院申請扣押凍結這些企業在韓資產。之後其他訴訟繼續進行，至2019年6月，陸續有其他日本企業又被韓國法院判決賠償，引發日本政府不滿。
日本起初主張這些判決應因《日韓請求權協定》而無效。其外務省後來也提出折衷方案，日本建議韓方可以基於該協定向第三國要求仲裁的做法較佳，但韓國不接受日本的提案，並表示希望可以讓兩國企業自行撥出一筆資金作為支付原告的賠償金財源的方案，對此回應日本方面聞訊後，即以「超出忍耐極限」、「豈有此理」等措詞嚴正拒絕。2019年3月，日本副總理兼財務大臣麻生太郎透露將不排除各種對韓國的經濟制裁手段。在2019年6月28至29日的二十國集團大阪峰會上，大韓民國總統文在寅與身為主辦國的日本政府領導人——內閣總理大臣安倍晋三之間的互動也被外界評論冷淡，兩人僅有一次為時8秒鐘的握手，其他一次正式的會談或非正式接觸都未有。

## 进程

### 日本宣佈管制令
2019年7月1日，日本政府經濟產業省宣布將對韓國實施嚴格的半導體出口限制，控管用於製造手機螢幕、OLED面板的氟聚醯亞胺（Fluorine Polyimide）、用於半導體製造的光阻劑及高純度氟化氫等三種化學原料的採購合約，將現行的簡化程序（只要通過審查三年內同一企業免審查）改為每次出口都要大約90天的審查，自7月4日開始實施。2019年8月2日，日本内阁更趨強硬，会议中通过相关法案的修订，决定将韩国剔除出贸易优惠白名单，相关修订案将于8月7日正式公布，并于8月28日起正式实施。日本经济产业省将可以要求对几乎全部对韩出口除食品和木材以外類別商品进行个别审查。韩国政府随即宣布把日本移出韩国的出口“白名单”。

### 韓國回應
在確認管制消息屬實後，大韓民國外交部第一次長趙世暎發表聲明，對於日本表示深刻遺憾，並要求其撤回限制。韓國產業通商資源部部長成允模則表示，將向世界貿易組織提出訴訟。對此，安倍晉三向《讀賣新聞》表示，所有措施都沒有違反世界贸易组织與國際貿易的法規，限制措施是「重新檢視日韓雙方的信賴關係。」7月4日，文在寅宣佈：「政府正抱著莫大的決心要求日本取消不正當的出口限制措施，並制定應對方案。希望（日本）不要繼續自尋死路」，此外並宣稱「面對前所未有的緊急情況，政府和企業應建立可以隨時保持溝通合作的民官緊急應對機制，同時制定短期應對方案和根本性應對方案」
日本方面稱這些原料僅能出口給「值得信賴的貿易夥伴」，這次實施的管制措施，是著眼於「安全保障」，更暗示這些材料可能有從韓國非法轉運至北朝鮮、轉作軍事用途的風險，強調管制有其必要，不會考慮撤銷。7月7日，安倍於媒體訪問上表示「韓國在這方面無法讓人信任。」文在寅對此則表示：「在毫無根據的情況下，將此事與制裁北韓掛勾，對日韓兩國的友誼和安全合作關係並無助益。」7月8日，文在寅宣佈如果日本的貿易限制措施致使韓國企業蒙受實際損失，韓國政府也將不得不采取必要的應對措施。
7月10日，總統文在寅約見三星、SK海力士、現代汽車和樂天集團等約30家韓國主要企業經營者商議，宣佈與日本的貿易戰對抗可能走上持久戰，而當前形勢「前所未有的緊急情況」。同日，韓國國家安保室次長金鉉宗飛抵美國，並表示將會見白宮和國會官員，討論包括日本出口限制在內的問題。
7月10日，朝鮮媒體《勞動新聞》也在當天的社論中發表朝方立場，批評日本對韓限制出口半導體，指稱「日本對過去的罪惡沒有絲毫的反省，卻越來越囂張和猖狂」，並稱日本的出口限制意為對韓進行經濟施壓、逃避賠償責任，指責「日本拒絕對過去的罪惡進行道歉和賠償，踐踏我們民族的利益，我們決不能坐視日本厚顏無恥的妄動。」
韓國公眾憤怒的觸發點在7月14日雙方貿易代表談判，為韓國派人赴日商談但日本卻將談判地點安排在經濟產業省一處辦公室的倉庫中，且場地未做任何打掃，滿地垃圾一旁堆放大量桌椅，挑釁畫面傳回韓國後群情激憤，多數韓人認為此事已超越貿易問題，而是日本在公然進行無聲謾罵，認為自己二戰一切行為並無過錯，日本在國際事務上一向精細且至少重禮節表象，此事明顯為蓄意。。
8月4日，韩国公正交易委员会宣布对三菱电机等4家日本企业合计处以92亿韩元罚款，原因是4家日企向韓國汽车厂商供应零部件时存在投标串通行为。韓官方說法表示此事件已經調查三年多與近日事態無明顯關聯。
8月22日，韓國決定不再续签《韩日军事情报保护协定》。
9月6日，韓國首爾與釜山市議會各自將284家日本企業列為戰犯企業，且規定市政机构今后有义务尽量避免购买戰犯企業的产品，已经购买的产品可以贴上“战犯企业制品”标签。釜山市议会同时允许沿道路设置历史事件纪念物。
9月11日， 韩国常驻日内瓦联合国代表团向日本常驻日内瓦联合国代表团和世界贸易组织秘书处提交磋商申请书，质疑日本对韩出口限制的做法。

### 平息
11月22日，日本宣佈就出口管制與韓國進行對話，並就限制对韩出口的品目进行复审。韓國隨即宣佈停止《韩日军事情报保护协定》终止通知的效力，以及在出口管制對話期間暂停向世贸组织申诉。
12月20日，日本经济产业省宣布部分放宽对韩国三种半导体材料的出口管制。
2020年6月初，韩方宣布重新寻求世贸组织作出裁定。7月29日，世界贸易组织争端解决机构同意设立专家组调查日韩貿易戰。
2023年3月16日，日本决定解除向韩国出口半导体材料的限制措施，韩国撤回向世界贸易组织提出对日本的相关投诉。
2023年7月21日起，日本将韩国重新纳入出口白名单。

## 影響

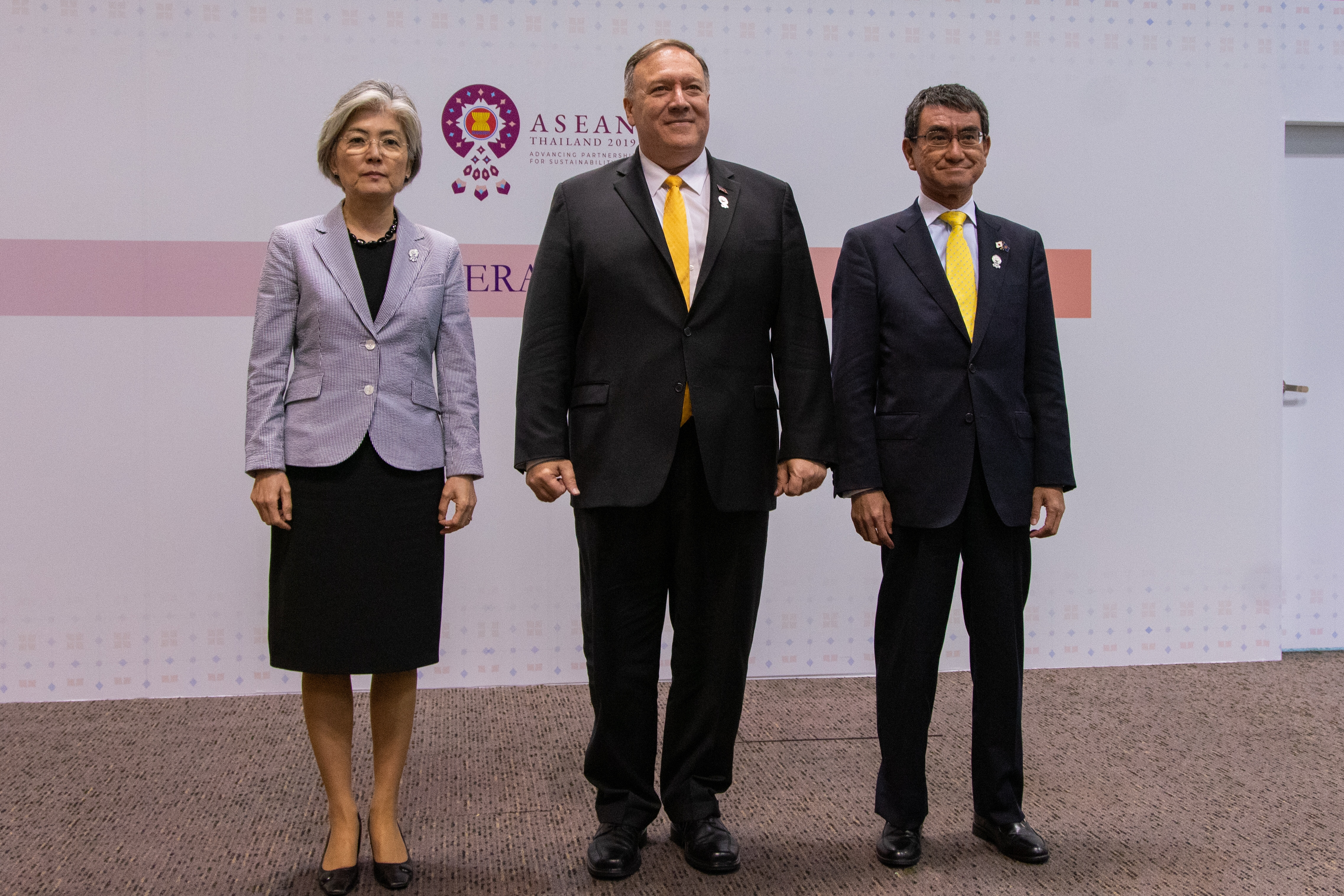
日本外務大臣河野太郎、美國國務卿邁克·蓬佩奧及韓國外交部部長康京和在曼谷舉行三方會談，但事實上是邁克·蓬佩奧拉河野太郎和康京和共同拍照，因為後兩人互不理睬

日本為這三種限令原料的主要輸出國，氟化聚醯亞胺與氟化氫約佔全球9成的產量，光阻劑也佔有7成，且這類原料難以大量儲存，如氟化氫具有腐蝕性與劇毒、光阻劑則保存期限短，品質很快就會劣化。外界推測，目前最可能受到衝擊的是韓國三星、SK海力士與LG等企業，而韓國半導體與顯示技術協會（The Korean Society of Semiconductor & Display Technology）會長朴在勤推測韓國可能採取的反制措施為限制OLED面板或半導體出口，可能將影響Sony、夏普等日本企業的電子產品生產。
根據韓國經濟研究院試算，日本的管制措施將造成韓國GDP減少2.2％，而日本將減少0.04％，若韓國同樣實施對抗措施則將使其GDP減幅擴大至3.1％，而日本則為1.8％。而根據韓國中小企業中央會於9日針對管制措施有所衝擊的269家中小企業進行調查，有59％表示恐難撐過六個月，只有兩成企業反映能撐過一年。7月8日，韓國綜合股指大跌2.2%，這是5月31日以來的最低值。
此外由於日本方面提出的限令引發了韓國民間劇烈反彈。韓國人呼籲抵制日貨和2020年東京奧運；因赴日韓國旅客大幅減少，多家韓國航空公司暫停部份赴日航班；韓日城市交流暫停；大量民間活動成波浪式發動，韓國小姐拒絕前往日本東京參加2019年國際小姐比賽；韓國江陵市取消邀請日本隊參加冰壺比賽；JTBC首尔马拉松赛將日本運動品牌美津濃移除贊助公司名單。同時民間多家大賣場下架日本商品，快遞業送貨員自發啟動拒絕配送日本網站商品，2019年8月初有群眾在光化門前砸爛自己的日本車稱「開著這車在朋友圈遭受異樣眼光，極度丟臉」，同時期統計日本車在韓銷量大跌四成。根據日本財務省於2019年12月26日公布的統計資料，啤酒、清酒、醬油及泡麵等民生商品2019年7月之後對韓國的出口金額大幅衰退。
同時民間企業動向值得關注，森田化學工業社長森田康夫於8月8日接受日經新聞採訪，該公司是高純度氟化氫和諸多化學材料巨頭，其訪問中透漏部分韓國廠商開始向中國採購氟化氫用於半導體且證明為可用，並非不能用，但其純度還是比森田化學稍差不排除有時可能導致機台當機的風險，所以韓方基本還在測試階段只預計在日貨斷絕時切換採用。訪問末段表示2019年內將在浙江省的工廠啟動高純度氟化氫生産，並暗示此為中日企業合資公司並非純日資公司，並不完全受日本法律管制。森田康夫並直言「今後日韓真實發生問題時，可能從中國向韓國供貨」繞開日本管制。同篇報導並接露光刻膠巨頭日本東京應化工業已經決定在韓國設廠，直接在當地生產便不受管制，另一間光刻膠廠商日本材料公司「JSR」8月表示將透過比利時合資的子公司供貨，繞開政府管制。2020年1月2日，韓國產業通商資源部表示隨著國內建立生產設施，已有能力自行量產高純度氟化氫。

## 外部連結
- 央視官方頻道-日韓貿易戰深層遠因（页面存档备份，存于）
- 奮起雜誌 - 日韓貿易戰的原因和影響（页面存档备份，存于）
- 香港商報-日韓都受重災（页面存档备份，存于）